# 施特雷彭巴赫河
52°17′16″N 12°21′55″E / 52.28773°N 12.36522°E
施特雷彭巴赫河（德語：Strepenbach），是德國的河流，位於該國東北部，由勃蘭登堡州負責管轄，屬於布考河的右支流，河道全長3.5公里，流域面積17平方公里。